# Agatha Christie: Poirot
Az Agatha Christie: Poirot (eredeti címén Agatha Christie's Poirot) 1989 és 2013 között vetített népszerű angol televíziós krimifilm-sorozat, amelynek címadó szereplőjét, Hercule Poirot-t David Suchet alakította. A korai részeket a London Weekend Television (LWT) készítette az ITV-nek, majd az LWT felvásárlása után a Granada Productions, majd az ITV Studios folytatta. Amerikában és Magyarországon Poirot néven vetítették.
Az első három évadban (1989, 1990, 1991) 28 Poirot-novellából és két regényből készült filmadaptáció. A későbbiekben - az 1993-as évad kivételével, amelyben nyolc novellából készült, egyenként 50 perces filmet készítettek - még harmincnégy, egyenként 103 vagy 89 perces filmet mutattak be.
A sorozat zárása az utolsó Poirot regénynek a Függönynek a feldolgozása volt, ezzel a résszel szinte minden olyan történetet megfilmesítettek, amelyben a címszereplő valaha is előfordult.

## Főszereplők
| Szereplő         | Színész        | Magyar hang                                                         | Évad         | Év                         |
| ---------------- | -------------- | ------------------------------------------------------------------- | ------------ | -------------------------- |
| Hercule Poirot   | David Suchet   | Balázs Péter (1-2,4,9-13. évad), Szersén Gyula (3,5-8. évad)        | 1–13         | 1989–2013                  |
| Arthur Hastings  | Hugh Fraser    | Szacsvay László (1-2, 4. és 13. évad), Barbinek Péter (3,5-8. évad) | 1–8, 13      | 1989–2002, 2013            |
| Japp főfelügyelő | Philip Jackson | Ujlaki Dénes, Melis Gábor                                           | 1–8, 13      | 1989–2001, 2013            |
| Miss Lemon       | Pauline Moran  | Kútvölgyi Erzsébet, Egri Márta                                      | 1–3, 5–8, 13 | 1989–1991, 1993–2001, 2013 |
| Ariadne Oliver   | Zoë Wanamaker  | Szabó Éva, Martin Márta, Andresz Kati                               | 10–13        | 2006–2013                  |
| George           | David Yelland  | Hirtling István                                                     | 10–13        | 2006–2013                  |

## Forgatás
Clive Exton és Brian Eastman készítették el a pilot epizódot és ők ketten a sorozat első nyolc évadában is végig együtt dolgoztak. 2001-ben mindketten elhagyták a produkciót, amikor a Titkok kertje című sorozatba kezdtek bele inkább. Michele Buck és Damien Timmer vezényletével kezdődött a sorozat átszabása. A 2003-tól kezdve vetített epizódok jelentős mértékben különböztek a korábbi részektől. A korábbi részekben fellelhető vidámabb jeleneteket gyakorlatilag teljesen száműzték, helyettük jóval komolyabb hangvételű lett minden egyes rész. Megnőtt az epizódok hossza is, azok jellemzően tévéfilm hosszúságúak lettek. Ezzel egyidejűleg olyan elemek is bekerültek, melyek az eredeti történetekben nem szerepeltek, de a 21. századi adaptációnak megfelelően helyet kaphattak. Ilyenek voltak a szexjelenetek, a droghasználat, az abortusz témaköre, a homoszexualitás, és általánosságban erőszakosabb képi világ. Gyakran előfordult az is, hogy a női karaktereket kidomborították a művekhez képest. A képi világ is sötétebb lett, a korai epizódokra jellemző art deco stílus használata pedig visszaszorult. A sorozat jellegzetes főcíme is kisebb módosításokat kapott. A későbbi részekben amikor visszaemlékezéseket mutattak, gyakran alkalmaztak olyan eszközöket, mint a halszemobjektív, elváltoztatott színek, és egyéb vizuális effektusok. A legutolsó epizód, amelyet 2013 júniusában forgattak, a Gloriett a hullának volt.
A 9-12. évadból teljes egészében kimaradt Hugh Fraser, Phillip Jackson és Pauline Moran, méghozzá azért, mert a karaktereik nem szerepeltek az ekkor megfilmesített művekben és nem is akarták őket belehelyezni a cselekménybe. Új szereplőként érkezett viszont a 10. évadtól Zoe Wanamaker, aki Ariadne Olivert, a híres krimiírónőt alakította, valamint David Yelland, George, az inas szerepében - utóbbi karaktert Agatha Christie szerepeltette a korai műveiben, de később éppen Miss Lemon kedvéért kiírta a történetből. Fraser, Jackson és Moran az utolsó évadra visszatértek.
Clive Exton hét regényt és tizennégy novellát írt forgatókönyvbe, míg Anthony Horowitz három regényt és kilenc novellát. Nick Dear hat regényt, Mark Gatiss hármat (ő szerepelt is az egyik epizódban).
A sorozatban a londoni Florin Court nevű épület szolgált Poirot fiktív lakóhelyének, a Whitehaven Mansions-nek a helyszínéül.

## Szereplőválogatás
David Suchet volt Agatha Christie örököseinek választása Poirot szerepének eljátszására, miután látták a színészt a "Blott on the Landscape" című brit TV-sorozatban. Suchet úgy készült fel a szerepére, hogy elolvasta valamennyi Poirot-történetet, és egy hosszú listába szedve összeszedte a karakter valamennyi jellemvonását. Az első évad forgatása során ebből konfliktus is lett: Suchet annyira komolyan vette a szerepet és a karakter apró manírjait, hogy azokból nem volt hajlandó jottányit sem engedni. A konfliktus forrása az volt, hogy összeveszett a rendezővel, miután az bugyutának találta, hogy Poirot egy kerti padra leülése előtt megtörli azt a zsebkendőjével majd ráteríti azt. A stáb végül engedett, de a jelenet utóbb mégsem került bele a kész epizódba. Suchet alakítását ezért is méltatták sokan, mint a legpontosabb és a könyvekben ábrázolthoz leginkább hű Poirot-alakítást.
2007-ben Suchet kifejtette, hogy örülne neki, ha 2011-ben esedékes 65. születésnapjáig valamennyi Poirot-történetet megfilmesítenék. Erre a tervezett időpontig nem került sor, ugyanis a hátralévő epizódok leforgatása bizonytalanná vált, és éppen 2011-ben merült fel, hogy a megmaradt anyagból 13 kis epizódot forgatnának. Végül 2013-ban öt nagyobb rész készült el, valamint "Being Poirot" címmel egy werkfilm.
Hugh Fraser alakította Hastings kapitányt, aki a sorozat során Poirot hűséges társa volt, és karaktere egyben a tévénézők nézőpontjának megtestesítője is volt. Phillip Jackson játszotta Japp felügyelőt, a Scotland Yard nyomozóját, aki egyszerű logikájával és Poirot-val szemben érzett ellenszenvével a főszereplő karakterének egyfajta ellenpontja, de nem ellensége. Pauline Moran játszotta Miss Lemont, Poirot titkárnőjét.
A sorozatban számos olyan színész felbukkant, akik később nagy ismertségre és hírnévre tettek szert. Így különösen Sean Pertwee, Joely Richardson, Polly Walker, Samantha Bond, Christopher Eccleston, Hermione Norris, Damian Lewis, Jamie Bamber, Russell Tovey, Emily Blunt, Alice Eve, Michael Fassbender, Aiden Gillen, Toby Jones, és Jessica Chastain.
Négy Oscar-díjra jelölt színész is tiszteletét tette: Sarah Miles, Barbara Hershey, Elizabeth McGovern, és Elliott Gould.

## Meg nem filmesített történetek
A hasonlóságok miatt mellőzni vélt novellák listája (zárójelben a hasonló, már megfilmesített mű címe):
- A második kondítás (A halott ember tükre)
- A Market Basing-i rejtély (Gyilkosság a sikátorban)
- A tengeralattjáró tervrajza (A hihetetlen rablás)
- A bagdadi láda rejtélye (A spanyol láda rejtélye)
- A Lemesurier-örökség a 2013-as Herkules munkái című filmben lett megfilmesítve.
- A Feketekávé színdarab nem lett megfilmesítve, de David Suchet 2012-ben játszotta a szerepet a The Agatha Christie Theatre Company szervezésében.